# Ike Isaacs (Bassist)
Charles Edward „Ike“ Isaacs (* 28. März 1923 in Akron, Ohio; † 27. Februar 1981 in Atlanta, Georgia) war ein amerikanischer Jazz-Bassist, außerdem Trompeter und Sousaphon-Spieler.
Isaacs studiert Trompete an der Central Music School in Akron und lernte 1941 bei Wendell Marshall Bass. Eine professionelle Karriere als Bassist begann er in der Band des Gitarristen Tiny Grimes 1949, dann spielte er bei Earl Bostic, Mat Mathews und Paul Quinichette (1953) sowie bei Bennie Green (1954). In Ohio gründete er die Formation The Four Maestros. Er heiratete 1956 die Sängerin Carmen McRae, die er u. a. im folgenden Jahr auf dem Newport Jazz Festival begleitete. 1957 arbeitete er auch im Trio von Ray Bryant, 1958/59 in der Rhythmusgruppe des Gesangstrios Lambert, Hendricks & Ross. 1962 begleitete er den Sänger Joe Williams (A Swingin’ Night at Birdland), 1980 Pee Wee Erwin (...swingin’ that music).